# Phil Ricci
Philip Carl Ricci, (nacido el 31 de mayo de 1980 en Sacramento, California) es un jugador de baloncesto estadounidense. Con sus 202 cm de estatura, su puesto natural en la cancha es el de pívot.

## Trayectoria
- Universidad de Oregon State (2001-2003)
- Huntsville Flight (2003-2004)
- Bàsquet Manresa (2004-2006)
- Busan Magicwings (2006-2007)
- Le Mans Sarthe Basket (2007-2008)
- Ironi Nahariya (2008-2009)
- ČEZ Nymburk (2009-2010)
- Toyota Alvark (2010-2014)